# (5555) Wimberly
(5555) Wimberly (1986 VF5) – planetoida z grupy pasa głównego asteroid okrążająca Słońce w ciągu 5,23 lat w średniej odległości 3,01 j.a. Odkryta 5 listopada 1985 roku.